# Jaktorów (gmina)
Jaktorów est une gmina rurale (gmina wiejska) du powiat de Grodzisk Mazowiecki, Mazovie, dans le centre-est de la Pologne.
Son siège administratif est le village de Jaktorów, qui se situe environ huit kilomètres à l'ouest de Grodzisk Mazowiecki (siège de la powiat) et 37 kilomètres au sud-ouest de Varsovie (capitale de la Pologne).
La gmina couvre une superficie de 55,24 km2 pour une population de 10 090 habitants en 2006.

## Histoire
De 1975 à 1998, la gmina est attachée administrativement à la voïvodie de Skierniewice. Depuis 1999, elle fait partie de la voïvodie de Mazovie.

## Géographie
La gmina inclut les villages de :
- Bieganów
- Budy Michałowskie
- Budy Zosine
- Budy-Grzybek
- Chylice
- Chylice-Kolonia
- Chylice-Osada
- Grabnik
- Grądy
- Henryszew
- Jaktorów
- Jaktorów-Kolonia
- Jaktorów-Osada
- Kołaczek
- Mariampol
- Maruna
- Międzyborów
- Sade Budy
- Stare Budy

### Gminy voisines
La gmina de Jaktorów borde la ville de Żyrardów et est voisine des gminy suivantes :
- Baranów
- Grodzisk Mazowiecki
- Radziejowice
- Wiskitki

## Structure du terrain
D'après les données de 2002, la superficie de la commune de Gostynin est de 55,24 km2, répartis comme tel :
- terres agricoles : 78 % ;
- forêts : 8 %.

La commune représente 15,067 % de la superficie du powiat.

## Démographie
Données du 30 juin 2004 :
| description        | Total  | Total | Femmes | Femmes | Hommes | Hommes |
| ------------------ | ------ | ----- | ------ | ------ | ------ | ------ |
| Unité              | Nombre | %     | Nombre | %      | Nombre | %      |
| population         | 9 885  | 100   | 5 053  | 51,1   | 4 832  | 48,9   |
| Densité (hab./km2) | 178,9  | 178,9 | 91,5   | 91,5   | 87,5   | 87,5   |